# 3450 Домманже
3450 Домманже (3450 Dommanget) — астероїд головного поясу, відкритий 31 серпня 1983 року.
Тіссеранів параметр щодо Юпітера — 3,335.